# Persectania aversa
Persectania aversa är en fjärilsart som beskrevs av Walker 1856. Persectania aversa ingår i släktet Persectania och familjen nattflyn. Inga underarter finns listade i Catalogue of Life.